# Меткалф, Томас Теофилус
Сэр Томас Теофилус Меткалф, 4-й баронет (англ. Thomas Theophilus Metcalfe; 3 января 1795, Лондон — 4 ноября 1853, Дели) — служащий Ост-Индской компании и представитель генерал-губернатора Индии при дворе могольского императора Бахадура Шаха II. Он был награждён орденом Бани.

## Биография
Томас Теофилус Меткалф родился 2 января 1795 года в Лондоне, в доме по адресу Портленд Плейс, 49, в семье сэра Томаса Теофилуса Меткалфа, 1-го баронета (1745—1813), директора Ост-Индской компании. Был крещён 27 марта 1795 года в церкви в лондонском квартале Марилебон. Его старший брат, Чарльз Меткалф (1785—1846), был резидентом при дворе могольского императора и недолгий срок занимал пост генерал-губернатора Бенгалии (1835—1836). Прибыв в 1813 году в Дели, он стал работать писцом в Бенгальской гражданской службе. 13 июля 1826 года Томас Меткалф женился на Фелисите Энн Браун.
В 1830 году Меткалф начал строительство Меткалф-хауса на окраине Дели на земле, принадлежавшей крестьянам-гуджарам. Здесь он разместил своё собрание произведений искусства, книг и реликвий Наполеона. Меткалф-хаус строители и слуги сэра Томаса называли «Матка Котхи», так как им было трудно выговорить слово «Меткалф».
В 1835 году Меткалф стал агентом в Дели после убийства Уильяма Фрейзера. Он наследовал титул баронета в 1844 году и стал важной фигурой в культурной жизни Дели.
Будучи представителем генерал-губернатора при дворе могольского императора, между 1842 и 1844 годами, Меткалф заказал серию картин, изображавших монументы, развалины, дворцы и гробницы, у делийского художника Мазхара Али-хана, и позднее в 1844 году был составлен семейный альбом, названный «Воспоминания об имперском Дели» и содержавший 89 страниц in folio со 130 картинами индийских художников и рукописный пояснительный текст. Впоследствии он был послан дочери Меткалфа Эмили. В настоящий момент альбом принадлежит Британской библиотеке.
Лето во время сезона дождей Меткалф проводил в своём втором особняке, который называл Дилкуша («Радость сердца»). Особняк был возведён на первом этаже гробницы Мухаммеда Кули-хана, брата Адхам-хана, военачальника могольского императора Акбара; располагался в юго-восточной части Кутб-Минара в Мехраули. Библиотека основного дома Меткалфа содержала свыше 20 тысяч книг, в том числе принадлежавшие Наполеону, однако во время восстания 1857 года она была разрушена и разграблена.
Меткалф якобы был отравлен одной из жён Бахадура Шаха II в 1853 году. Он был погребён в могиле в восточной части семейного кладбища Скиннеров, во дворе церкви апостола Иакова у Кашмирских ворот в Дели.
Его сын и наследник, сэр Теофилус Джон Меткалф, 5-й баронет, также работал в Индийской гражданской службе. Во время восстания 1857 года дом Меткалфов был разграблен крестьянами-гуджарами, у которых и была отобрана земля для возведения здания.

## Семья
Его отцом был сэр Томас Теофилус Меткалф, 1-й баронет.
Сэр Томас Меткалф в первый раз женился на Грейс Кларк 7 июня 1815 года. Позднее, 13 июля 1826 года, он женился на Фелисите Энн Браун. У пары родилось несколько детей: сэр Теофилус Джон Меткалф, Эмили Энн Теофила Меткалф, Чарльз Теофилус Меткалф, Джорджиана Шарлотта Теофила Меткалф, Элиза Теофила Дебоннер Меткалф и София Селена Теофила Меткалф. Фелисите умерла 26 сентября 1842 года в Шимле, где и была похоронена.